# Американские пресноводные черепахи
Американские пресноводные черепахи (лат. Emydidae) — семейство черепах. До разделения с семейством Geoemydidae семейство называлось Пресноводные черепахи.
Это мелкие и средних размеров животные, панцирь которых в большинстве случаев невысокий, имеет округло-овальную обтекаемую форму. Конечности их обычно плавательные, имеют более или менее развитые перепонки и вооружены острыми когтями. Голова покрыта сверху гладкой кожей, лишь иногда на затылке имеются небольшие щитки. Многие виды имеют очень яркую, красивую расцветку головы и ног, а часто и панциря.
Семейство распространено необычайно широко — Северной и Южной Америке. Род Emys представлен также в Европе и Азии.
Большинство видов — водные обитатели, населяющие водоёмы со слабым течением. Они ловко движутся и в воде, и на суше, питаются разнообразной животной и растительной пищей. Лишь отдельные виды вторично перешли к обитанию на суше, что сказалось на их внешнем облике и поведении. Хотя плотоядность характерна для водных черепах, однако некоторые виды — строгие вегетарианцы.

## Классификация
Семейство включает 58 видов из 11 родов:
| Латинское название | Русское название    | Количество видов |
| ------------------ | ------------------- | ---------------- |
| Actinemys          |                     | 2                |
| Chrysemys          | Расписные черепахи  | 2                |
| Clemmys            | Водяные черепахи    | 1                |
| Deirochelys        | Длинношеие черепахи | 1                |
| Emydoidea          |                     | 1                |
| Emys               | Болотные черепахи   | 2                |
| Glyptemys          |                     | 2                |
| Graptemys          | Горбатые черепахи   | 14               |
| Malaclemys         | Бугорчатые черепахи | 1                |
| Pseudemys          | Украшенные черепахи | 8                |
| Terrapene          | Коробчатые черепахи | 7                |
| Trachemys          |                     | 15               |